# Трофейные и репарационные паровозы на советских железных дорогах
В данный список включены паровозы, которые попадали на советские железные дороги как военная добыча, а также по репарациям. Подавляющее большинство из них поступило в годы Второй мировой войны, однако в список также дополнительно включены и паровозы, попавшие в страну в период Гражданской войны.
В списке используются следующие обозначения:
| Род службы                      |
| ------------------------------- |
| Маневровый/Промышленный         |
| Магистральный грузовой          |
| Магистральный грузопассажирский |
| Магистральный пассажирский      |

## Гражданская война
В данном списке приведены паровозы, попавшие на российские железные дороги в период иностранной военной интервенции.
| Серия | Страна происхождения | Иллюстрация | Осевая формула | Рабочий вес, т | Сцепной вес, т | Годы выпуска | Заводы            |
| ----- | -------------------- | ----------- | -------------- | -------------- | -------------- | ------------ | ----------------- |
| Хм    | США                  |             | 1-4-0          | 63,05          | 56,2           | 1915 — 1916  | H. K. Porter, Inc |
| Т     | США                  |             | 0-3-0          | 41,7           | 41,7           | 1915         | H. K. Porter, Inc |

## Вторая мировая война
Ввиду многочисленности, паровозы в данном списке разделены по странам, с чьих железных дорог они поступили. Зачастую один и тот же паровоз может иметь разное обозначение в разных странах. Например, немецкий G 81 в Польше получал обозначение Tp4.

### Польша
Данные локомотивы поступили в СССР в связи с присоединением Западной Белоруссии и Западной Украины. На польских железных дорогах (PKP) обозначения серий состояли из латинских букв и цифр (подробнее…); в НКПС паровозы, за исключением старых русских серий, после переделки на русскую колею сохраняли своё обозначение, но латиницу заменяли на кириллицу.
Согласно советским данным, в сентябре 1939 года НКПС получил с польских железных дорог 2074 паровоза, однако эти данные неполные. Согласно немецким данным, на 31 декабря 1939 года Советский Союз захватил 1840 бывших польских паровозов.
По данным на 31 декабря 1940 года, на русскую колею было переделано 589 паровозов. Ещё 699 локомотивов с польских железных дорог планировалось переделать в 1941 году, однако к июлю того же года большинство из них ещё находилось на заводах со снятыми колёсными парами, где их и захватили наступающие воинские части Германии и Румынии.

### Румыния
Данные паровозы попали в НКПС в связи с присоединением Бессарабии и Северной Буковины и преимущественно эксплуатировались на новообразованной Кишинёвской железной дороге. Всего поступило 274 локомотива, из которых к началу Великой Отечественной войны на русскую колею было переделано 55 (52 машины серии 50, 2 — серии 230, 1 — серии 140).
| Серия (обозначение в НКПС) | Иллюстрация | Осевая формула | Годы выпуска | Заводы                            |
| -------------------------- | ----------- | -------------- | ------------ | --------------------------------- |
| 50                         |             | 0-5-0          | 1920 — 1939  | Malaxa, Австрия                   |
| 140                        |             | 1-4-0          | 1920 — 1923  | Škoda, Baldwin, Henschel, Франция |
| 230                        |             | 2-3-0          | 1921 — 1939  | Malaxa, Германия.                 |

### Финляндия
| Серия | Иллюстрация | Осевая формула | Годы выпуска | Заводы                           |
| ----- | ----------- | -------------- | ------------ | -------------------------------- |
| K3    |             | 1-4-0          | 1917 — 1944  | Tampella, Lokomo, Hanomag, NOHAB |
| K5    |             | 1-4-0          | 1928 — 1953  | Tampella, Lokomo                 |
| L1    |             | 0-3-0          | 1913 — 1927  | Hanomag, Tampella                |

### Германия
В 1925 году в Германии было введено двухцифровое обозначение серий локомотивов и общую нумерацию для каждой серии. При этом нередко в одну общую серию, например 55, попадали паровозы разных конструкций, имевших только одинаковую осевую характеристику. При захвате данных машин и их переделке на русскую колею, цифровое обозначение часто сохранялось. Нередко паровозы получали двухбуквенное обозначение, где первой была Т (Трофейный), а вторая указывала на серию русского локомотива, близкого по мощности к данному паровозу.
| Серия (обозначение в НКПС) | Иллюстрация | Осевая формула | Годы выпуска | Заводы |
| -------------------------- | ----------- | -------------- | ------------ | --- |
| BR 03 (ТС)                 |             | 2-3-1          | 1930 — 1941  | Borsig, Krupp, Henschel, Schwartzkopff, Krauss-Maffei |
| BR 38 (38)                 |             | 2-3-0          | 1905 — 1929  | Linke-Hofmann-Busch, Krauss-Maffei, Hanomag, Fablok, Schwartzkopff и др. |
| BR 42 (ТЛ)                 |             | 1-5-0          | 1943 — 1949  | Henschel, Berliner Maschinenbau, Schichau-Werke, Maschinenfabrik Esslingen, Borsig, WLF, Krauss-Maffei |
| BR 50 (ТЕ)                 |             | 1-5-0          | 1939 — 1959  | DLV, Henschel |
| BR 52 (ТЭ)                 |             | 1-5-0          | 1942 — 1950  | Lokomotivfabrik Floridsdorf, Henschel, Schwartzkopff, Krauss-Maffei, Borsig, Schichau-Werke, Maschinenbau und Bahnbedarfs AG, HCP, Fablok, Maschinenfabrik Esslingen, Arnold Jung Lokomotivfabrik, Škoda, Grafenstaden |
| BR 55                      |             | 0-4-0          | 1893 — 1921  | Vulcan, Grafenstaden, Hanomag, Henschel, Schichau и др. |
| BR 56 (ТО)                 |             | 1-4-0          | 1893 — 1928  | Hanomag, Maffei, MBG Karlsruhe, Henschel, Vulcan и др. |
| BR 57 (ТЩ)                 |             | 0-5-0          | 1901 — 1925  | Bécsújhely, StEG, BMMF, Hartmann и др. |
| BR 91 (ТТ)                 |             | 1-3-0          | 1893 — 1922  | O & K, Henschel, Esslingen и др. |
| BR 92 (ТЬ)                 |             | 0-4-0          | 1909 — 1925  | Union, Krauss, Esslingen и др. |
| BR 93 (ТЪ)                 |             | 1-4-1          | 1914 — 1924  | Union |
| BR 94                      |             | 0-5-0          | 1905 — 1923  | Grafenstaden, Hanomag, Linke, Henschel, Schwartzkopff, Grafenstaden |